# دار العافية
دَارُ العَافِيَة بلدة موريتانية وإحدى بلديات ولاية البراكنة.